# František Pavíček
František Xaver Pavíček, také uváděn jako Pawitschek, (28. listopadu 1776 Kováry – 20. května 1861 Praha) byl český stavitel a architekt.

## Život

### Mládí
Narodil se v Kovárech u Kladna, nynější součásti obce Zákolany. Nastoupil na Královské české stavovské technické učiliště v Praze, následné studium Akademie výtvarných umění nedokončil a zaměřil se pouze na architekturu a stavební činnost.

### Stavitel a architekt

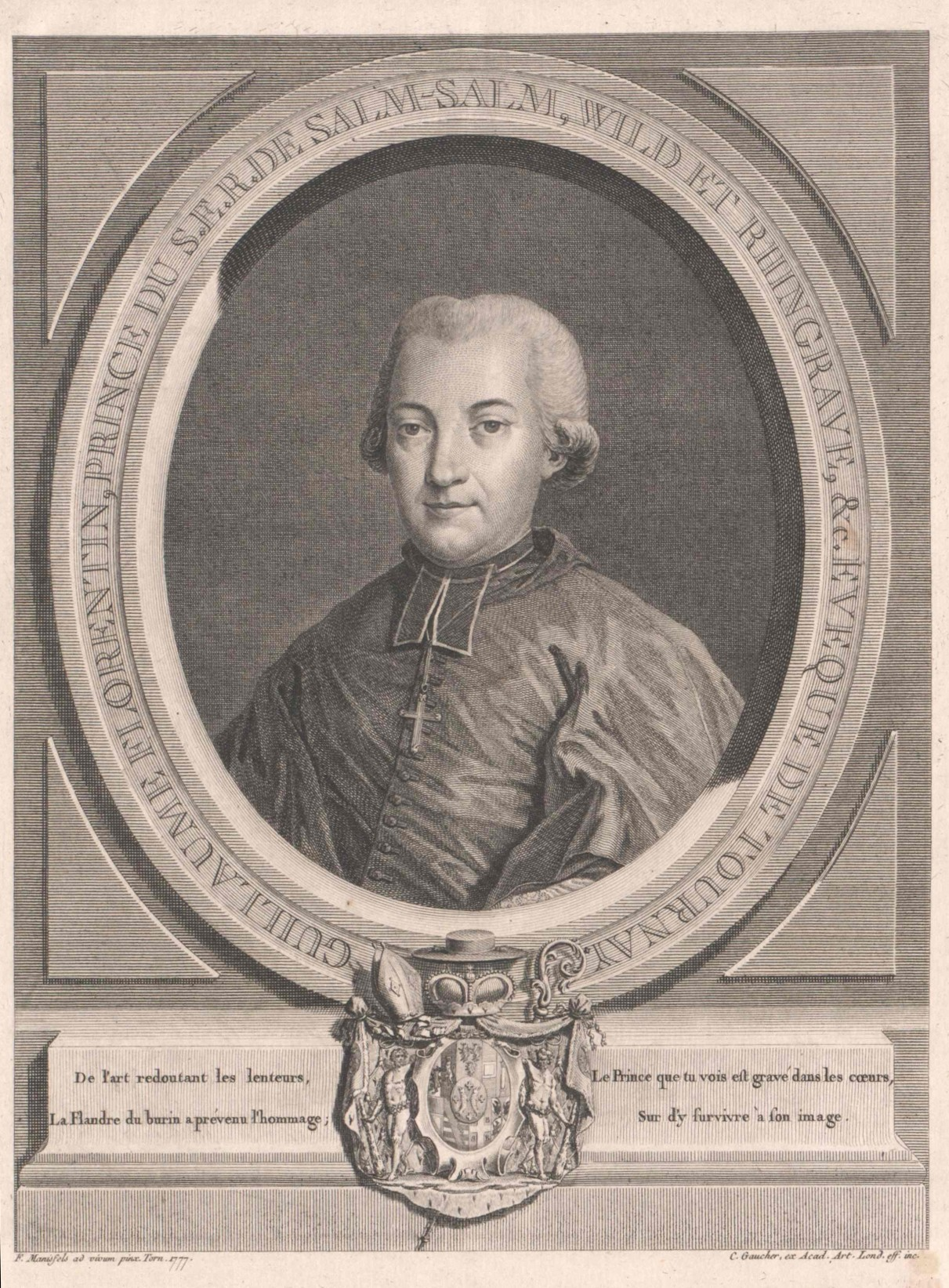
Vilém Florentin Salm-Salm, jeden z Pavíčkových zaměstnavatelů

Pavíček byl najímán pro realizaci staveb několika šlechtickými rody a významnými osobami, například Kolowraty, hrabětem Františkem z Hartigu, Lobkovici či generálem Františkem Kollerem. Pracoval také v církevních službách na projektech řady kostelů a dalších staveb, mimo jiné pro pražského arcibiskupa Viléma Florentina, knížete Salm-Salm. V roce 1818 získal Pavíček ocenění za zabezpečení sálu knihovny Klementina.

### Rodina a úmrtí
František Xaver Pavíček získal v Praze roku 1830 městské právo, s manželkou Annou obýval na Novém Městě vlastní dům čp. 114/II ve Spálené ulici 59 a m̟ěli tři dcery. Nejstarší brzy zemřela, nejmladší Terezie se provdala za právníka a politika rytíře Jana Neubauera. Zemřel 20. května 1861 Praze v 84 letech a byl pochován na Olšanských hřbitovech.

## Dílo
- Lobkovická hrobka v Hoříně
- Návrh slavnostní brány pro 100. výročí svatořečení sv. Jana Nepomuckého u chrámu sv. Víta (1829)
- Salmovský palác na Hradčanském náměstí u Pražského hradu (1800–1811, autor projektu)
- Kostel Božího Těla na Orebu (1835)
- Pivovar v Louňovicích pod Blaníkem (1836, 1839–1841)
- Novogotická úprava kostela Nejsvětější Trojice v Rychnově nad Kněžnou (1838–1844, původní stavba od Jana Blažeje Santiniho-Aichela)

## Galerie

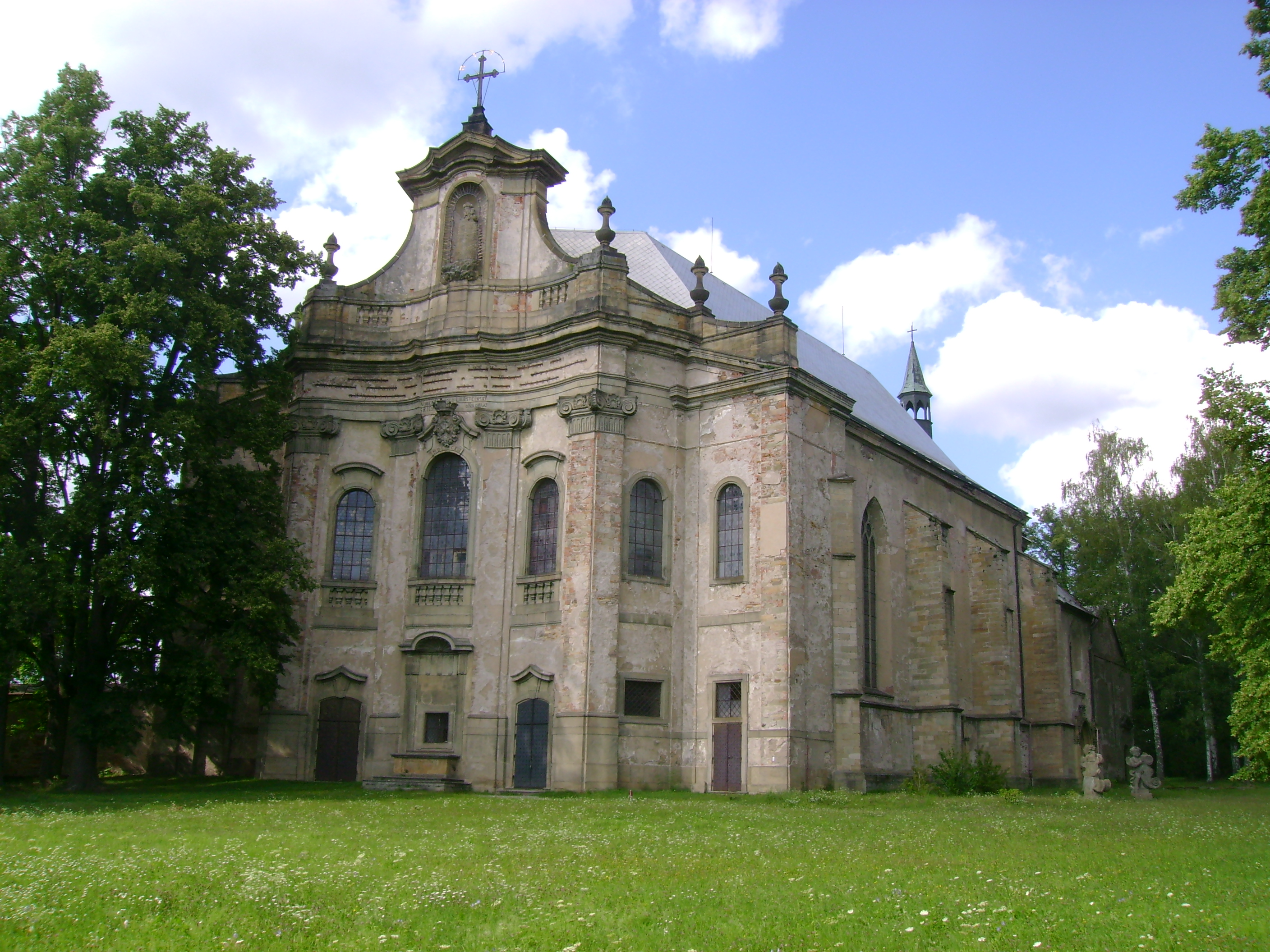
Kostel Nejsvětější Trojice, Rychnov nad Kněžnou
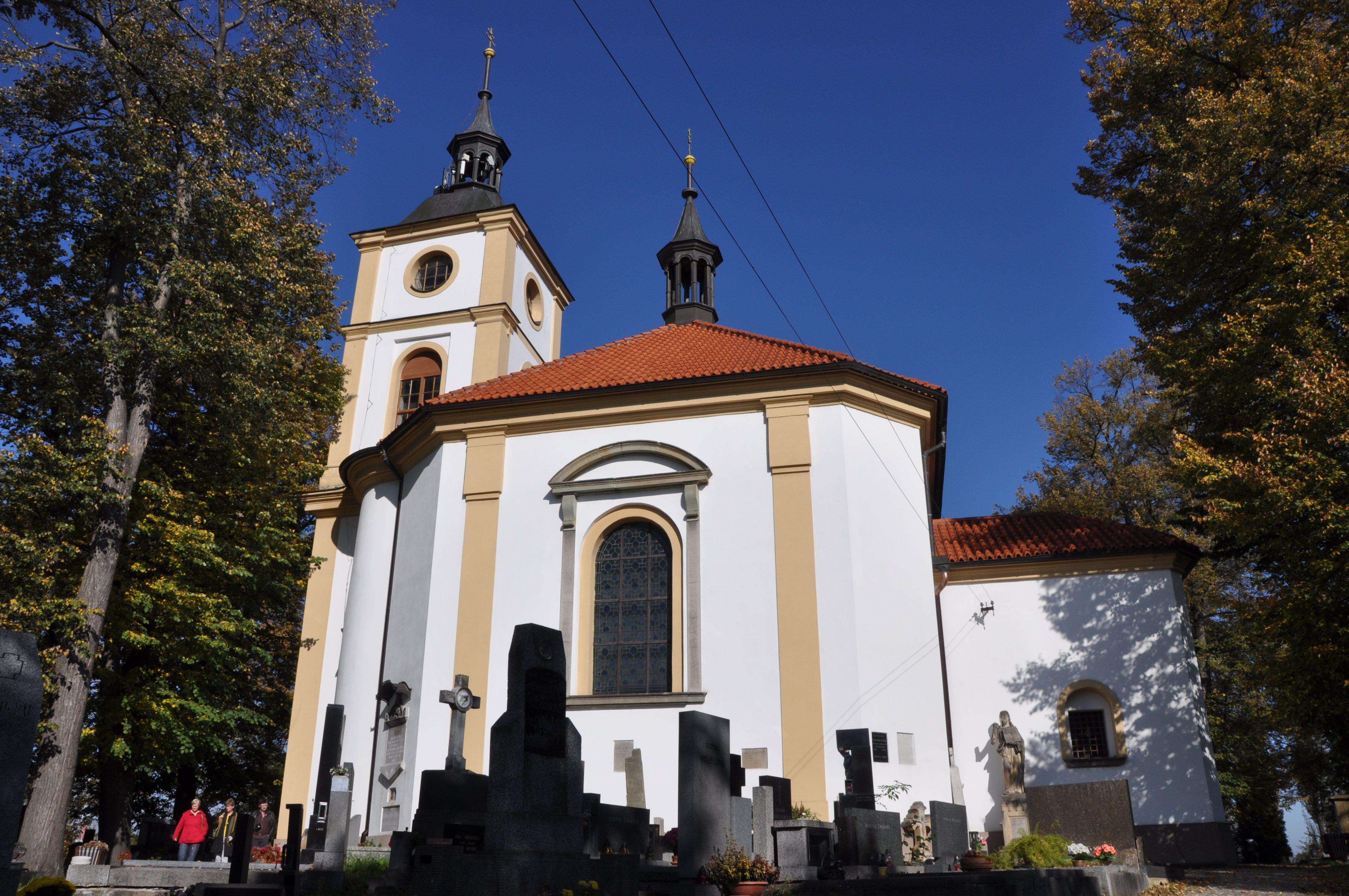
Kostel Božího Těla (Oreb)
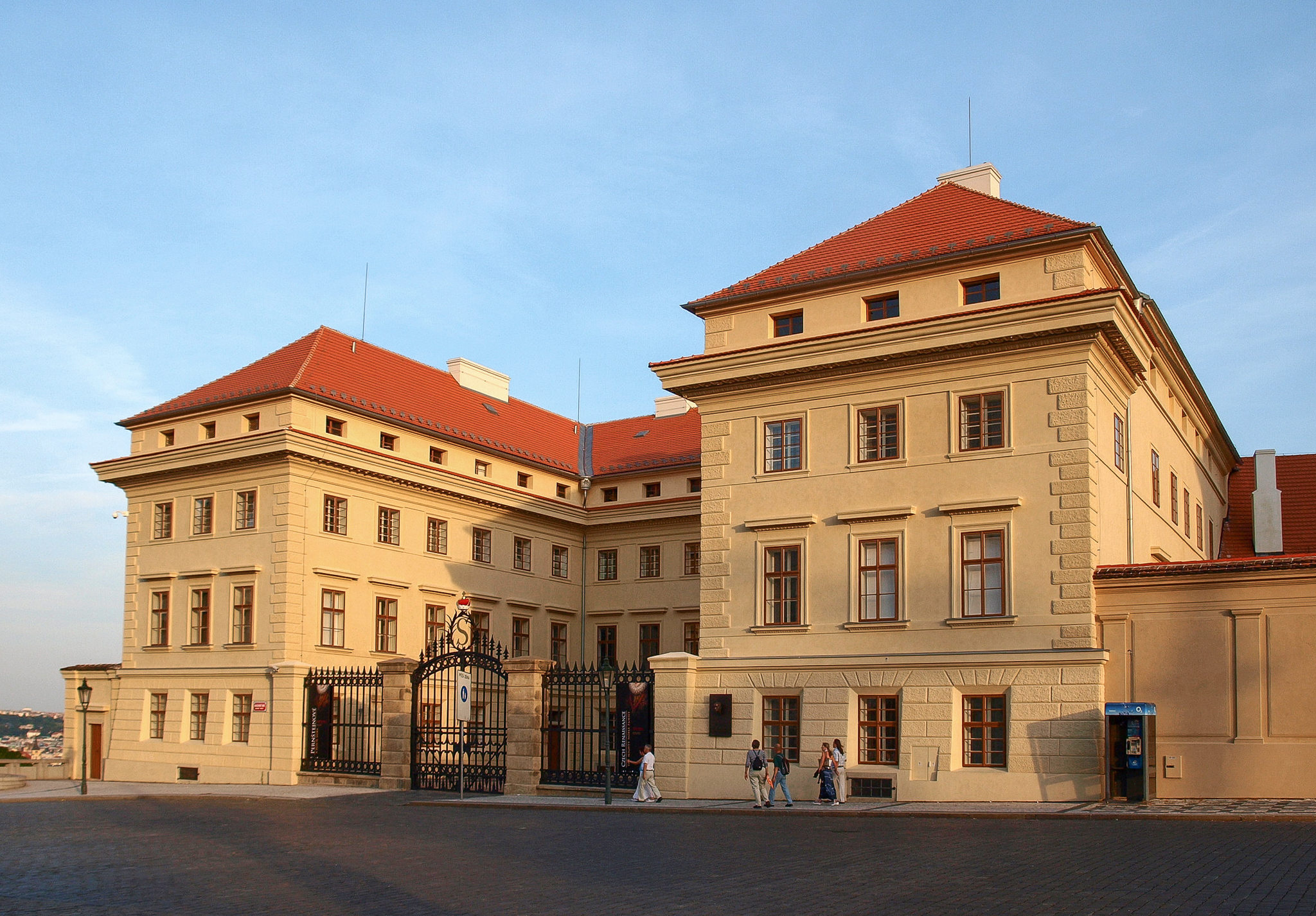
Salmovský palác, Hradčany
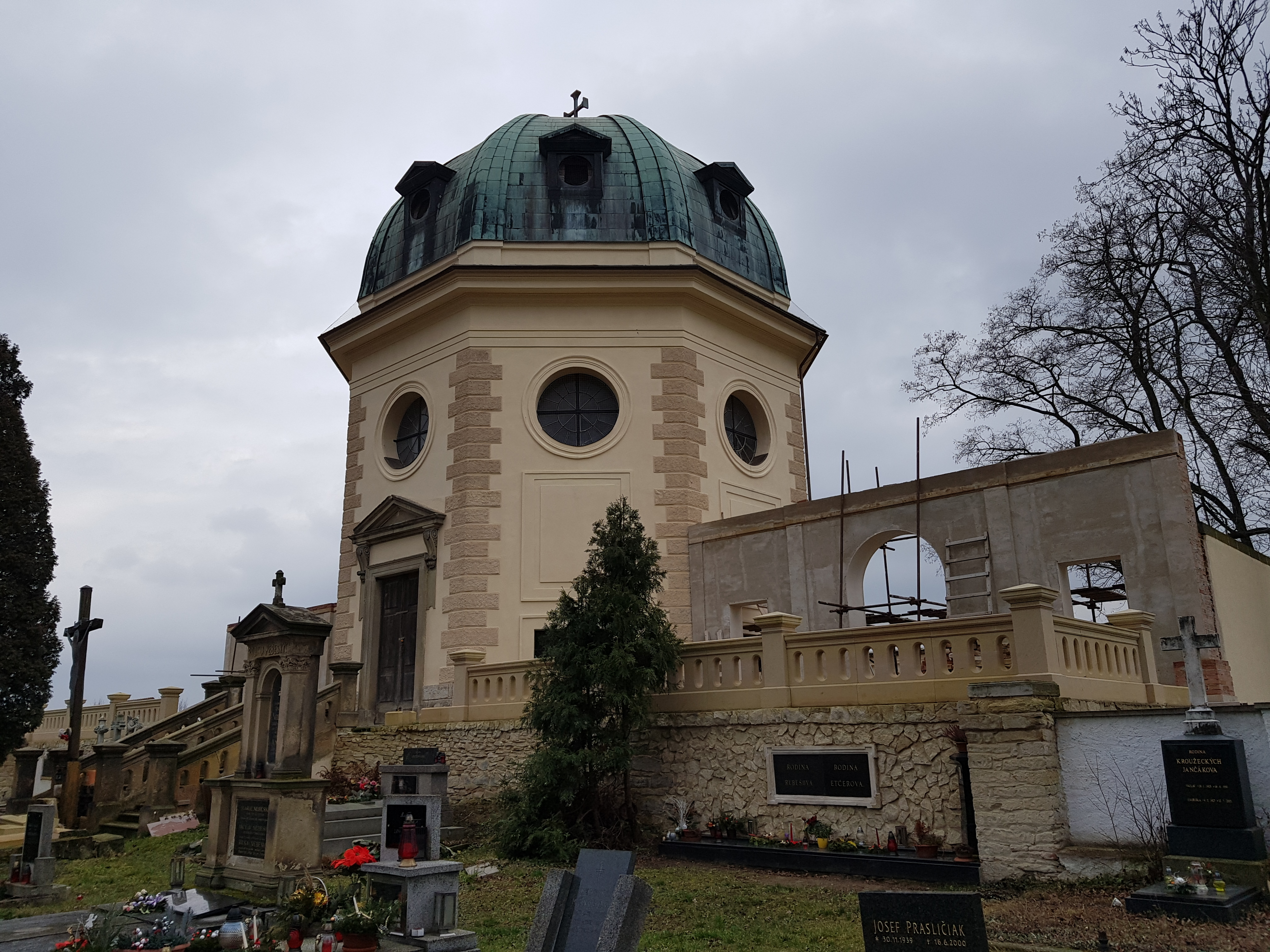
Lobkovická hrobka, Hořín